# باولا ديل ريو
باولا ديل ريو (بالإسبانية: Paula del Río)‏ هي ممثلة إسبانية، ولدت يوم 28 فبراير 2000 في برشلونة في إسبانيا.

## روابط خارجية
- باولا ديل ريو على موقع IMDb (الإنجليزية)
- باولا ديل ريو على موقع روتن توميتوز (الإنجليزية)
- باولا ديل ريو على موقع قاعدة بيانات الفيلم (الإنجليزية)